# Савиньо (коммуна)
Сави́ньо (итал. Savigno) — упразднённая коммуна в Италии, располагается в области Эмилия-Романья, подчиняется административному центру Болонья. 
Население составляет 2556 человек, плотность населения составляет 47 чел./км². Занимает площадь 54 км². Почтовый индекс — 40060. Телефонный код — 051.
Покровителем коммуны почитается святой апостол Матфей, празднование 15 сентября.

## История
Коммуна Савиньо была упразднена 1 января 2014 года, с целью создания новой коммуны Вальсамоджа. Она была создана путём объединения соседних муниципалитетов Савиньо, Креспеллано, Бадзано, Монтевельо и Кастелло-ди-Серравалле.